# Letca (gmina)
Letca – gmina w Rumunii, w okręgu Sălaj. Obejmuje miejscowości Ciula, Cozla, Cuciulat, Lemniu, Letca, Purcăreț, Șoimușeni, Toplița i Vălișoara. W 2011 roku liczyła 1846 mieszkańców.